# ピエール・グルー
ピエール・グルー（Pierre Gourou、1900年8月31日 -  1999年5月13日）は、フランスの熱帯地理学者。ブリュッセル自由大学 (ULB) 理学部の名誉教授。1947年から1970年まで、ブリュッセル自由大学在職のまま、コレージュ・ド・フランスにおける熱帯世界研究講座の代表者も務めた。1961年には、エミール・バンヴェニスト、クロード・レヴィ＝ストロースとともに、『L'Homme, revue française d'anthropologie』を創刊した。

## 経歴
大学で地理学を学んだ後、1926年から1935年まで、当時フランス領インドシナの拠点であったハノイに滞在し、リセの教員をしながら、フィールドワークに従事した。1936年には、その成果をまとめた博士論文「トンキンデルタの農民」をパリ大学（第4大学＝パリ・ソルボンヌ）に提出し、学位を得た。
1936年、ブリュッセル自由大学教授となり、その後、モンペリエ大学、ボルドー大学でも教鞭を執った。1940年には、フランス政府から派遣されてセネガルへ赴き、その後の熱帯地域への関心を決定づけたとされる。
グルーは、ポール・ヴィダル・ドゥ・ラ・ブラーシュの系譜を引く人文地理学者であり、熱帯地方の実証研究にたずさわりながら、広く人文地理学全般に関わる論点を提起し、地理学や隣接分野の研究者に影響力をもった。
1984年には、イギリスの王立地理学会から金メダル（パトロンズ・メダル）を受賞した。

## おもな業績
グルーは、インドシナ半島の専門家であり、特に紅河デルタ（トンキン・デルタ）について研究を行った。
- Le Tonkin, Paris, Exposition coloniale internationale, 1931. - 『トンキン地方』
- Les paysans du delta tonkinois, Paris, EFEO, 1936. - 『トンキンデルタの農民』
  - 日本語による部分訳：内藤莞爾・訳『仏印の村落と農民 上巻』生活社（東亜研究叢書 第22巻）、1945年
  - 日本語訳：村野勉・訳『トンキン・デルタの農民―人文地理学的研究』丸善プラネット、2014年
- Esquisse d’une étude de l’habitation annamite dans l’Annam septentrional et central, Paris, EFEO, 1936. - 『北部および中部アンナンにおけるアンナン民家の研究粗描』
- L’utilisation du sol en Indochine française, Paris, Centre d’études de politique étrangère, 1940. - 『フランス領インドシナにおける土地利用』
- La terre et les hommes en Extrême-Orient, Paris, Flammarion, 1940 - 『極東における土地と人間』 その後、1972年に新版
- L’avenir de l’Indochine, Paris, Centre d’études de politique étrangère, 1947.
- Les pays tropicaux. Principes d’une géographie humaine et économique, Paris, PUF, 1947. - 『熱帯諸国』
- L’Asie, Paris, Hachette, 1953. - 『アジア』その後、1971年に新版
- La densité de population au Congo belge, Bruxelles, Académie royale des sciences coloniales, 1955. - 『ベルギー領コンゴの農村人口密度』
- L’Afrique, Paris, Hachette, 1970. - 『アフリカ』
- Leçons de géographie tropicale, Paris, Mouton, 1971. Recueil de leçons données au Collège de France de 1947 à 1970. - フェルナン・ブローデルによる序言つき
- Pour une géographie humaine, Paris, Flammarion, 1973. - 『人文地理学のために』
- L’Amérique tropicale et australe, Paris, Hachette, 1976. - 『熱帯および南アメリカ』
- Terres de bonne espérance. Le monde tropical, Paris, Plon, « Terre humaine », 1982. - 『大いなる希望の土地 -熱帯世界-』
- Riz et civilisation, Paris, Fayard, 1984.
- L’Afrique tropicale, nain ou géant agricole ?, Paris, Flammarion, 1991.